# خطای ستارگان بخت ما
خطای ستارگان بخت ما یا بخت پریشان (انگلیسی: The Fault in Our Stars) رمانی آمریکایی از جان گرین است. کتاب در قالب ادبیات داستانی نوجوانان نوشته شده است و در ۱۰ ژانویه ۲۰۱۲ به‌چاپ رسید و در هفته اول فروش، رتبهٔ نخست لیست کتاب‌های پرفروش نیویورک تایمز را به خود اختصاص‌داد.

## نقد و بررسی

### خطای بخت ستارگان ما؛ کتابی برای درک عشق
جان گرین در مصاحبه ای دربارهٔ کتاب خطای بخت ستارگان ما می‌گوید: «من نمی‌خواستم بگویم که این دو عاشق قهرمان نیستند چون با تمام وجود می‌خواستم قهرمان باشند. نه بخاطر بیماری که داشتند، به خاطر اینکه آن‌ها تصمیمات سختی می‌گرفتند. گاس خیلی دلش می‌خواست که قهرمان باشد اما من دلم نمی‌خواست از آن قهرمان‌هایی باشد که دلش می‌خواست، چون اکثر ما، آن چیزی نیستیم که دل‌مان می‌خواهد باشیم.»

## پیشینه
بنا به گفتهٔ گرین، عنوان اصلی کتاب برگرفته از نمایشنامه ژولیوس سزار شکسپیر است: «خطا، بروتوس عزیز، از ستارهٔ بخت ما نیست / بلکه از خود ماست که دون‌پایه مانده‌ایم». کمی بعد از اعلام عنوان کتاب توسط گرین، این کتاب در صدر لیست پیش فروش سایت آمازون قرار گرفت، گرچه در آن زمان حتی طرح روی جلد و گفتار پشت جلد هم مشخص نشده‌بود.

## محتوا
هزل گریس لنکستر شانزده ساله سه سال است که از سرطان رنج می‌برد، اما توانسته با استفاده از دارویی جدید به ثبات برسد. به توصیه والدینش به جمع گروهی می‌پیوندد که در آن کودکان سرطانی شرکت دارند. در آنجا با آگوستوس واترز آشنا می‌شود، که به خاطر سرطان استخوان یکی از پاهایش را از دست داده است. این دو اوقات زیادی را با هم می‌گذرانند و روابطشان به مرور نزدیک‌تر می‌شود. اما هیزل سعی می‌کند آگوستوس را تا آنجا که می‌تواند از واقعه مرگ زودهنگام خود مصون نگه دارد – او خودش را همچون نارنجک می‌بیند که بالاخره منفجر خواهدشد و هرکسی که در نزدیکی اوست را زخمی خواهد کرد – و تصمیم می‌گیرد دیگر با آگوستوس ارتباطی نداشته‌باشد.
آرزوی قلبی هیزل ملاقات با نویسنده کتاب محبوبش، پیتر ون هوتن، است که در حال حاضر در آمستردام زندگی می‌کند. با کمک آگوستوس و پس از مجادله بسیار با والدین و پزشکانش بالاخره موفق می‌شود راهی این سفر شود.
ملاقات با نویسنده اما آن‌طور که خودش تصور می‌کرد پیش نمی‌رود. در طول کتاب اتفاق‌های غیرمنتظره‌ای می‌افتد که سرنوشت آگوستوس و هیزل را برای همیشه عوض‌می‌کند.

## فیلم
در تاریخ ۵ ژوئن ۲۰۱۴ فیلم انگلیسی‌زبان برگرفته از این کتاب روی پردهٔ سینما اکران شد. در تاریخ ۲۴ ژوئیهٔ ۲۰۲۰ نیز نسخه‌ای به زبان هندی به نام دل بیچاره اکران‌شد.

## ترجمه‌های فارسی
- عنوان: خطای ستارگان بخت ما/ جان گرین/ میلاد بابانژاد و الهه مرادی (تهران: نشر پیدایش) شابک:۹۷۸-۶۰۰-۲۹۶-۱۱۵-۰[۵]
- بخت پریشان، ترجمهٔ مریم فرادی/ انتشارات هیرمند/ شابک: ۹۷۸-۹۶۴-۴۰۸-۳۰۹-۹[۶]
- نحسی ستارگان بخت ما، ترجمهٔ آرمان آیت‌اللهی/ نشر آموت